# Az Amerikai Egyesült Államok Szenátusa
Az Amerikai Egyesült Államok Szenátusa (angol United States Senate) az Egyesült Államok törvényhozói hatalmának része, ami, bár a képviselőháznál nagyobb presztízzsel bír, jogilag egyenrangú vele. Bizonyos előjogokkal csak egyik vagy másik ház rendelkezik. A szenátus esetében a legfontosabb ilyen jog például az, hogy az elnök nem írhat alá nemzetközi egyezményt a szenátus jóváhagyása nélkül (advice and consent).

## Összetétele

### Az alelnök
Az Egyesült Államok alelnöke a szenátus vezetője, de szavazati jogokkal nem bír, csak abban az esetben, ha a szavazás döntetlenre áll; ekkor az ő szavazata dönt. Az alelnöknek van joga összehívni a szenátust ülésre vagy beszüntetni azt. Az ő joga továbbá a ház összes szenátorát a terembe hívatni rendkívüli szavazásokhoz (a szenátoroknak nem kötelességük minden ülésen részt venni).

### Szenátorok
A szenátusban minden állam két fővel képviselteti magát, ami eltérést mutat a képviselőházzal szemben, ahol az államok lakosság szerint vannak képviseltetve. A szenátort 1913 óta az állam lakossága közvetlen módon választja. Amennyiben a szenátori választás egybeesik az elnöki választással, a két jelölt egy szavazólapon van feltüntetve. Ez nem mindig esik egybe, mivel a szenátorokat hat évre választják. Kétévente, azaz egyszerre a szenátorok harmadát választják meg, így kétévente legfeljebb a harmaduk cserélődik.
A szenátori szavazásokat a november első hétfője utáni hét keddjén tartják, amelyek egybeesnek a képviselőházi választásokkal (Egy képviselő két évig tarthatja meg a posztját).
A szenátornak legalább 30 évesnek kell lennie, 9 éve amerikai állampolgárnak és az adott állam lakosának kell lennie. Valaki 29 évesen is indulhat szenátori választásokon, de szenátori esküt csak 30. életévének betöltésekor teheti le.
A szenátornak szavazójoga van. A szavazások nagy részét a ház egyszerű többségű szavazással dönti el néhány különleges esetet kivéve. Ha egy szenátor alkalmatlannak bizonyul a pozíciójának betöltésére, a leváltását szavazásra lehet bocsátani. Ha a szenátus ⅔-a egyetért a vitatott szenátor alkalmatlanságával, távoznia kell. A távozás után nem szükséges azonnali szavazást kiírni, csak a következő választásokon lehet újra szenátort választani.
Ha egy szenátor nem képes megjelenni a szenátusban bármilyen ok miatt (magánéleti, üzleti vagy leváltott szenátor helyett még nem választottak újat), az adott állam kormányzója átveheti a posztját ideiglenesen.